# Annamaria Meterangelis
Annamaria Meterangelis (Napoli, 1º settembre 1957) è un'ex cestista italiana.
Ha giocato in Serie A1 con Palermo.